# بيبوتاستين
بيبوتاستين(Bepotastine)، الذي يباع تحت الأسماء التجارية بيبريڤ( Bepreve )وغيرها، هو دواء يستخدم كقطرة للعين لعلاج التهاب الملتحمة التحسسي.  و يؤخذ عن طريق الفم لعلاج حساسية الأنف (حمى القش) و الشرى. 
الآثار الجانبية الشائعة لهذا العقار تشمل ما يلي: تهيج العين و الصداع و احتقان الأنف.  في حين لا يوجد دليل على وجود ضرر أثناء الحمل، إلا أن مثل هذا الاستخدام لم تتم دراسته جيدًا.   و هو مضاد للهيستامين ومثبت للخلايا البدينة. 
تمت الموافقة على استخدام بيبوتاستين طبيًا في اليابان في عام 2000 و في الولايات المتحدة في عام 2009.   في الولايات المتحدة، يبلغ سعر 5 مل للعين حوالي 70 دولارًا أمريكيًا اعتبارًا من عام 2022. 